# Enrico Montanari
Enrico Montanari (* 19. Februar 1985) ist ein ehemaliger italienischer Radrennfahrer.
Enrico Montanari gewann 2006 ein Rennen in Zoccorino und er wurde Zweiter bei Palazzolo Milanese. 2007 gewann er den Grand Prix Waregem, ein Rennen der U23-Klasse. Außerdem wurde er Dritter beim Zuidkempense Pijl und Zweiter in Gessate. In der Saison 2008 belegte er den fünften Platz bei der Coppa San Geo und er wurde Zweiter in La Torre. Ab 2011 fuhr Montanari für das italienische Continental Team WIT, 2013 für das griechische Kastro Team. Im selben Jahr beendete er seine Radsportlaufbahn.

## Erfolge
2007
- Grand Prix Waregem (U23)

## Teams
- 2011 WIT
- 2012 Team WIT
- 2013 Kastro Team